# Huschang Golschiri

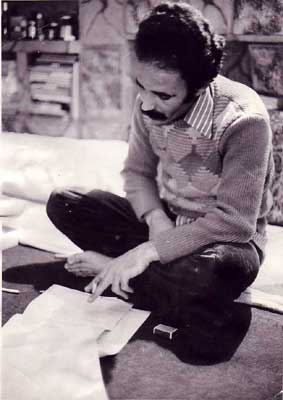
Huschang Golschiri, 1975

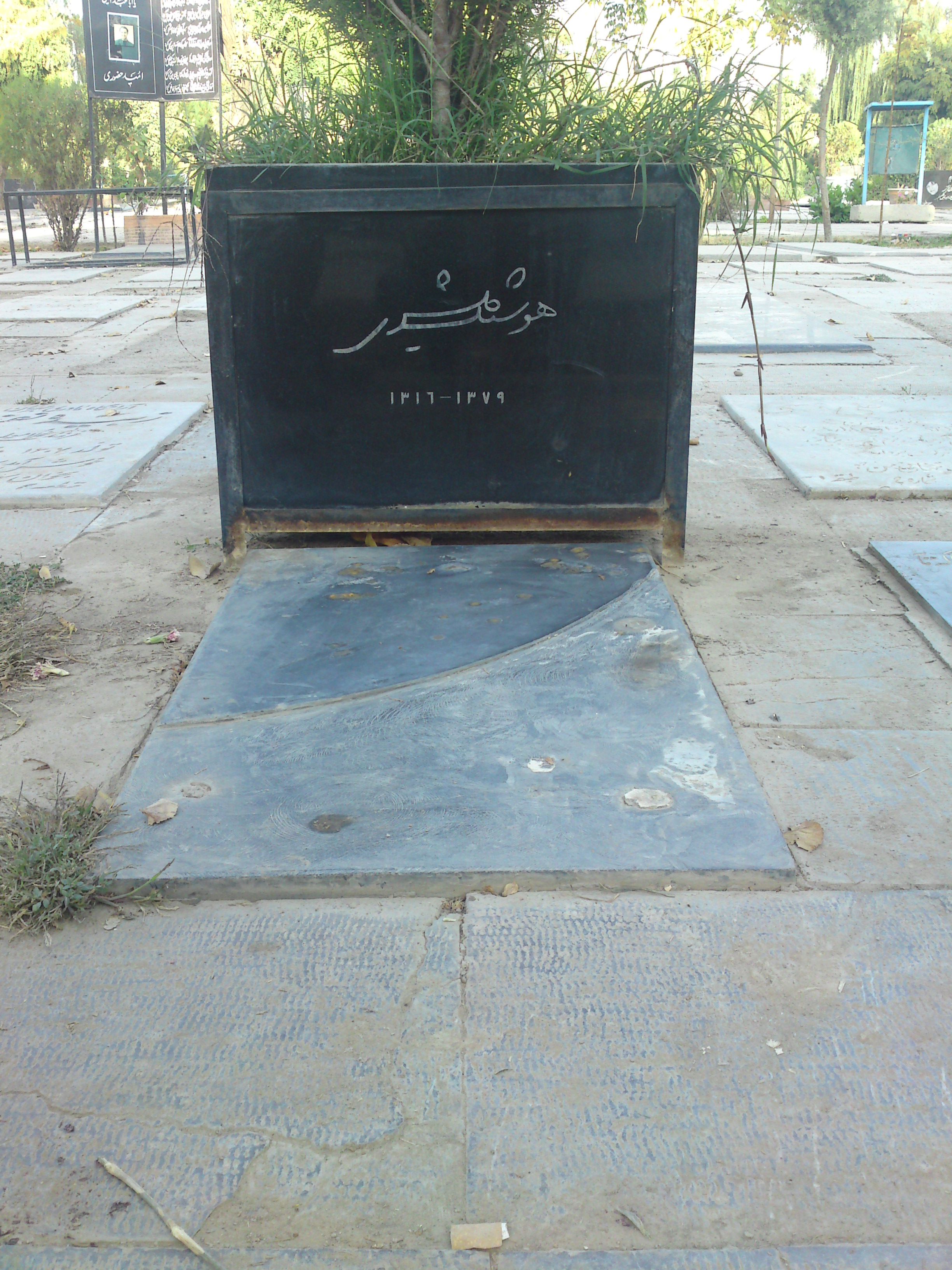
Grab von Huschang Golschiri

Huschang Golschiri oder (international auch) Houshang Golshiri (persisch هوشنگ گلشیری DMG Hušang Golšīrī  [huːˈʃæŋgʲ golʃiːˈriː], Pseudonym Manuchehr Irani; * 16. März 1937 in Isfahan; † 5. Juni 2000 in Teheran) war ein iranischer oppositioneller Schriftsteller, Kritiker und Herausgeber. Er gilt als einer der einflussreichsten Schriftsteller der persischen Prosa des 20. Jahrhunderts und wurde besonders durch seinen Roman Prinz Ehtedschab (1968) bekannt, in dem er die Dekadenz des Adels thematisierte. Er setzte sich zeitlebens für Demokratie und Menschenrechte in seinem Heimatland ein, wofür er 1999 mit dem Erich-Maria-Remarque-Friedenspreis ausgezeichnet wurde. 

## Leben
Golschiri wurde 1937 in Isfahan geboren, wuchs jedoch in Abadan auf. Nach der Rückkehr in seine Heimatstadt 1955 und dem Abschluss seiner Schulbildung arbeitete er zunächst als Lehrer, bevor er das Studium der persischen Literatur an der Universität Isfahan aufnahm, wo er sowohl mit literarischen als auch politischen Kreisen in Berührung kam. 1962 wurde er erstmals wegen Opposition gegen das Schah-Regime in Iran verhaftet, konnte sein Studium nach einigen Monaten Haft jedoch weiterführen. Ab 1976 lehrte er an der Hochschule der Künste in Teheran. Außerdem war er Redakteur mehrerer literarischer Zeitschriften, die meist nach wenigen Ausgaben verboten wurden.
Sowohl in der Monarchie als auch in der Islamischen Republik engagierte sich Golschiri für Meinungsfreiheit und die Abschaffung der Zensur, was ihm mehrere Haftstrafen, Lehr- und Publikationsverbote einbrachte, wobei er letztere durch private Seminare und Lesungen immer wieder umging. Seit den 1960er-Jahren setzte er sich für die Gründung eines unabhängigen iranischen Schriftstellerverbands ein, unter anderem als Mitinitiator der Erklärung der 134.
Der literarische Durchbruch kam nach ersten Veröffentlichungen von Gedichten und Kurzgeschichten und dem Erzählband Mesl-e hamische (dt. Wie immer) mit dem avantgardistischen Kurzroman Schahzade ehtedschab (dt. Prinz Ehtedschab) 1968. Es folgten zahlreiche Kurzgeschichten und Erzählungen, von denen viele im Iran nicht veröffentlicht werden durften. Golschiris letzter und längster Roman, Dschinn-name („Das Buch der Dschinn“), erschien 1997 in Schweden. Er starb im Juni 2000 an Meningitis.
Nach seinem Tod wurde in seinem Namen eine Stiftung eingerichtet, die den Huschang-Golschiri-Literaturpreis vergibt.

## Preise und Auszeichnungen
- 1997 Stipendium der Heinrich-Böll-Stiftung
- 1997 Helman-Hammet-Preis von Human Rights Watch
- 1999 Erich-Maria-Remarque-Friedenspreis

## Werke (Auswahl)
- Der Mann mit der roten Krawatte. Erzählungen. Deutsche Übersetzung und Bearbeitung von Anneliese Ghahraman-Beck. Reihe: Neue Orientalische Bibliothek. C. H. Beck, München 1998, ISBN 978-3-406-44017-5 (Taschenbuchausgabe: dtv 12902, München 2001, ISBN 3-423-12902-6).
- Prinz Ehtedschab. Roman. Deutsche Übersetzung und Bearbeitung von Anneliese Ghahraman-Beck. In: Neue Orientalische Bibliothek. C. H. Beck, München 2001, ISBN 978-3-406-44017-5.
- Unter dem Pseudonym Manuchehr Irani: Der König der Schwarzgewandeten. Erzählungen. (Originaltitel: Šāh-i sīyāh pūšān, erstmals erschienen 1990, aus dem Persischen übersetzt von Zana Nimadi). In: Edition Suhrkamp, Band 2066. Suhrkamp, Frankfurt am Main 1998, ISBN 3-518-12066-2.